# Leszczynowate
Leszczynowate (Corylaceae Mirb.) – rodzina drzew i krzewów wyróżniona w niektórych systemach klasyfikacyjnych roślin okrytonasiennych, we współczesnych systemach APG z 1998, 2003 i 2009 odpowiada podrodzinie leszczynowych Coryloideae w obrębie brzozowatych. Zalicza się tu ok. 60 gatunków rosnących w klimacie umiarkowanym i subtropikalnym Eurazji, Ameryki Północnej i Środkowej.

## Charakterystyka
KwiatyRośliny jednopienne, ale kwiaty są rozdzielnopłciowe. Kwiaty męskie zebrane w kwiatostany zwane kotkami, kwiaty żeńskie zebrane w grona.
OwoceOrzechy lub orzeszki.

## Systematyka
Pozycja systematyczna według Angiosperm Phylogeny Website (2001...)
Rodzina nie wyróżniana. Odpowiada niemal w pełni podrodzinie Coryloideae J. D. Hooker z rodziny brzozowatych z rzędu bukowców, należącego do kladu różowych w obrębie okrytonasiennych.
Pozycja w systemu Reveala (1993–1999)
Gromada okrytonasienne (Magnoliophyta Cronquist), podgromada Magnoliophytina Frohne & U. Jensen ex Reveal, klasa Rosopsida Batsch, podklasa oczarowe (Hamamelididae Takht.), nadrząd  Juglandanae Takht. ex Reveal, rząd leszczynowce (Corylales Dumort.), rodzina leszczynowate (Corylaceae Mirb.).
Przedstawiciele według systemu Reveala
- rodzaj: Corylus L. – leszczyna
- rodzaj: Ostrya Scop. – chmielograb
- rodzaj: Ostryopsis Decne.